# Cesar De Cock

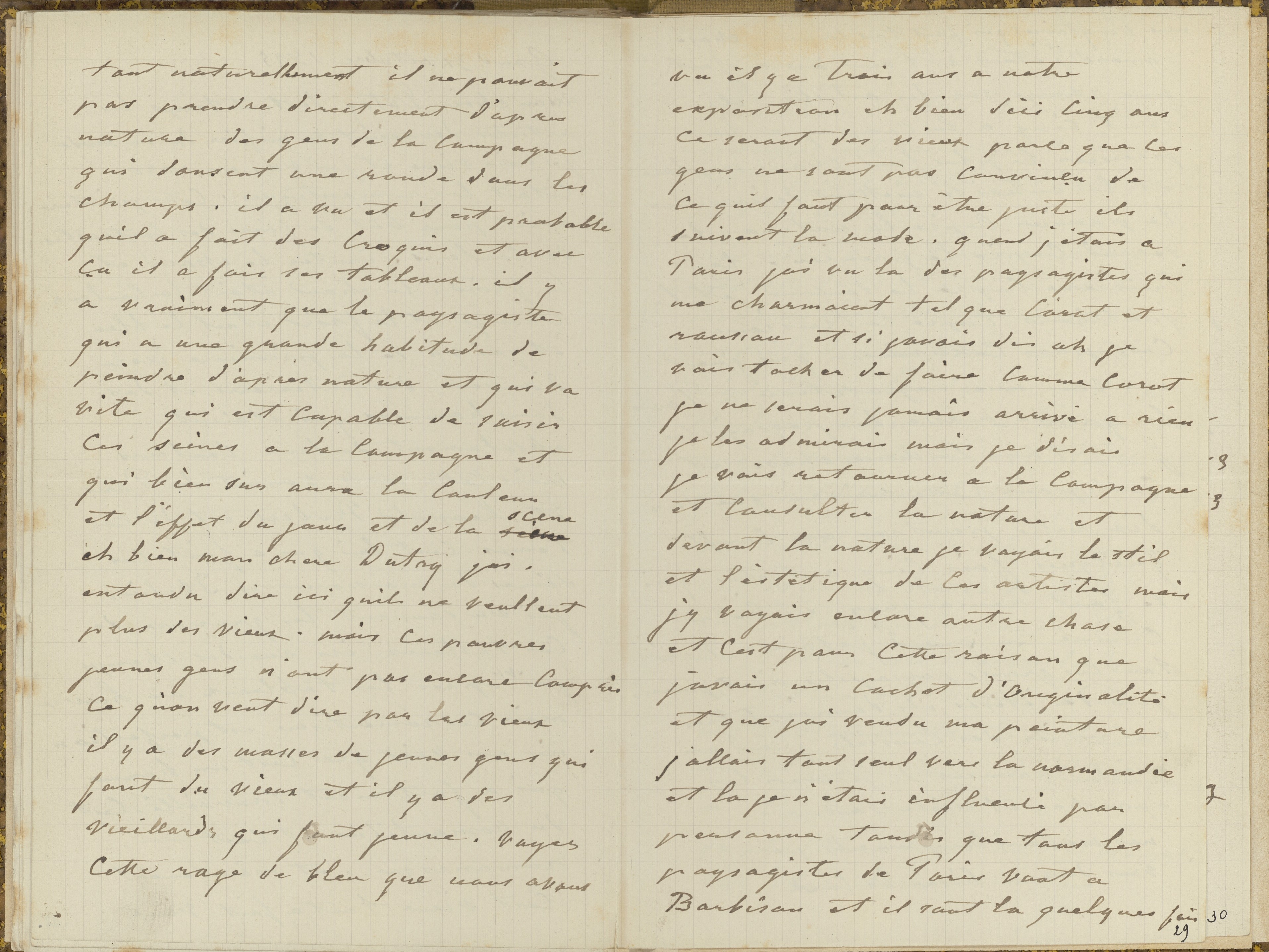
Fragment uit de autobiografie van Cesar De Cock, voltooid in 1895.

Cesar De Cock (Gent, 23 juli 1823 – aldaar, 16 juli 1904) was een Belgisch kunstschilder en graveur die vooral in Frankrijk actief was. Zijn broer Xavier De Cock was eveneens schilder. Cesar De Cock volgde les aan de Koninklijke Academie voor Schone Kunsten van Gent, eerst als zanger maar toen hij door doofheid werd getroffen legde hij zich toe op de schilderkunst. Hij volgde les bij François-Louis Français en Edmé-François Daubigny.
Cesar De Cock legde zich toe op de landschapsschilderkunst, stillevens, aquarellen en genrestukken. Tijdens de Frans-Duitse Oorlog van 1870 vluchtte hij naar Deurle om na de beëindiging van het conflict onmiddellijk terug te keren naar Frankrijk. Hij verbleef korte tijd in Parijs en later in Gasny waar hij een zomerverblijf had. Vanaf 1880 vestigde hij zich definitief in Gent.
Jean-Baptiste Corot, Henri Rousseau, Narcisse Díaz de la Peña en Constant Troyon behoorden tot zijn vriendenkring. Deze schilders, ook leden van de School van Barbizon hadden een sterke invloed op zijn werk.
Cesar zelf heeft vele andere schilders beïnvloed, onder anderen Vincent van Gogh, die hem expliciet vermeldt in de brieven aan zijn broer Theo van Gogh.
Zijn werken staan tentoongesteld in de meest prestigieuze musea ter wereld, waaronder de Prado in Madrid, het Louvre in Parijs, alsnog het Victoria and Albert Museum in Londen.

## Musea
- Amsterdam, Rijksmuseum Amsterdam : Paysage dégagé avec collines et bois, Ruisseau à travers la forêt
- Antwerpen, Koninklijk Museum voor Schone Kunsten Antwerpen : Vue sur la Forêt de Saint-Germain-en-Laye, Les Bords de l'Epte
- Grenoble, Musée de Grenoble : La Cressonnière de Veules
- Den Haag, De Mesdag Collectie : Une rivière
- Le Havre, Musée d'art moderne André-Malraux : Bords d'une rivière normande
- Le Mans, Musée de Tessé : La vallée de Monville
- Lille, Palais des Beaux-Arts de Lille : Paysage
- Limoges, Musée des Beaux-Arts de Limoges : Intérieur de forêt, paysage d'automne
- Madrid, Museo Nacional del Prado : Paysage
- Milwaukee, Milwaukee Art Museum : Laveuse
- Parijs, Louvre : Le Chemin de la Garenne
- Pau (Pyrénées-Atlantiques), Musée des Beaux-Arts de Pau : Sentier sous-bois, Un soleil couchant dans le bois
- Reims, Musée des beaux-arts de Reims : Pêcheurs à la ligne, Sentier sous bois
- Rennes, Musée des Beaux-Arts de Rennes : Paysage
- Troyes, Musée Saint-Loup : Femme au bord d'un étang, en fôret
- Gent, Museum voor Schone Kunsten (Gent) : La Route de Patijntje, Soirée en Normandie (étude), Paysage de la rivière Lys (1863)
- Luik : Paysage, intérieur de forêt
- Londen, Victoria and Albert Museum : Rivière à Gasny
- Ottawa, National Gallery of Canada : Vue de Longueville, Seine-Inférieure
- New York, Metropolitan Museum of Art : Photo de César De Cock par Ferdinand Mulnier
- Philadelphia (Pennsylvania), Philadelphia Museum of Art : The Brook Canal
- Helsinki, Nationale Galerie van Finland : Étang dans la forêt, Matinée ensoleillée dans la forêt

## Galerij

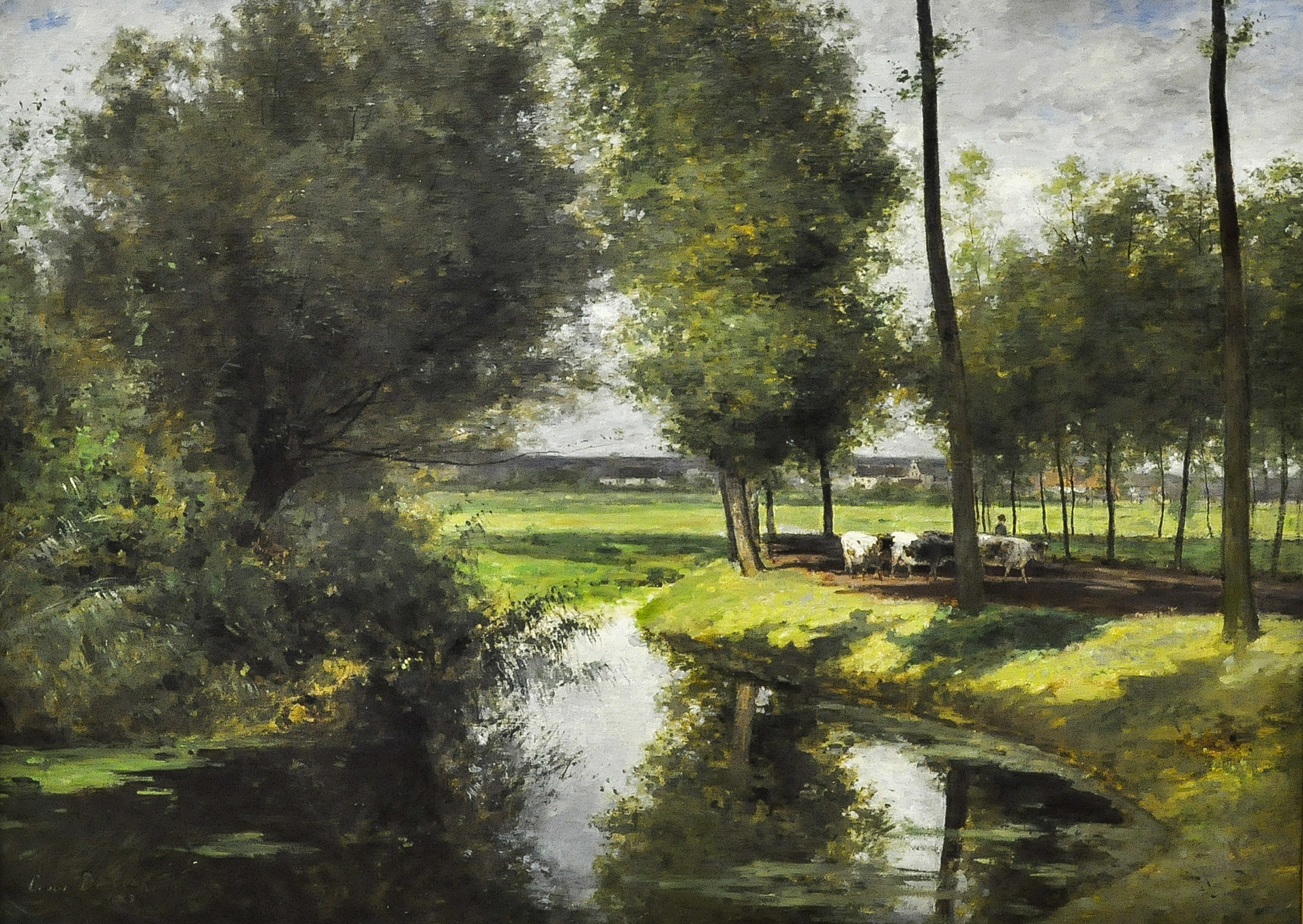
Leielandschap of De weg naar het Patijntje in Gent (1863)
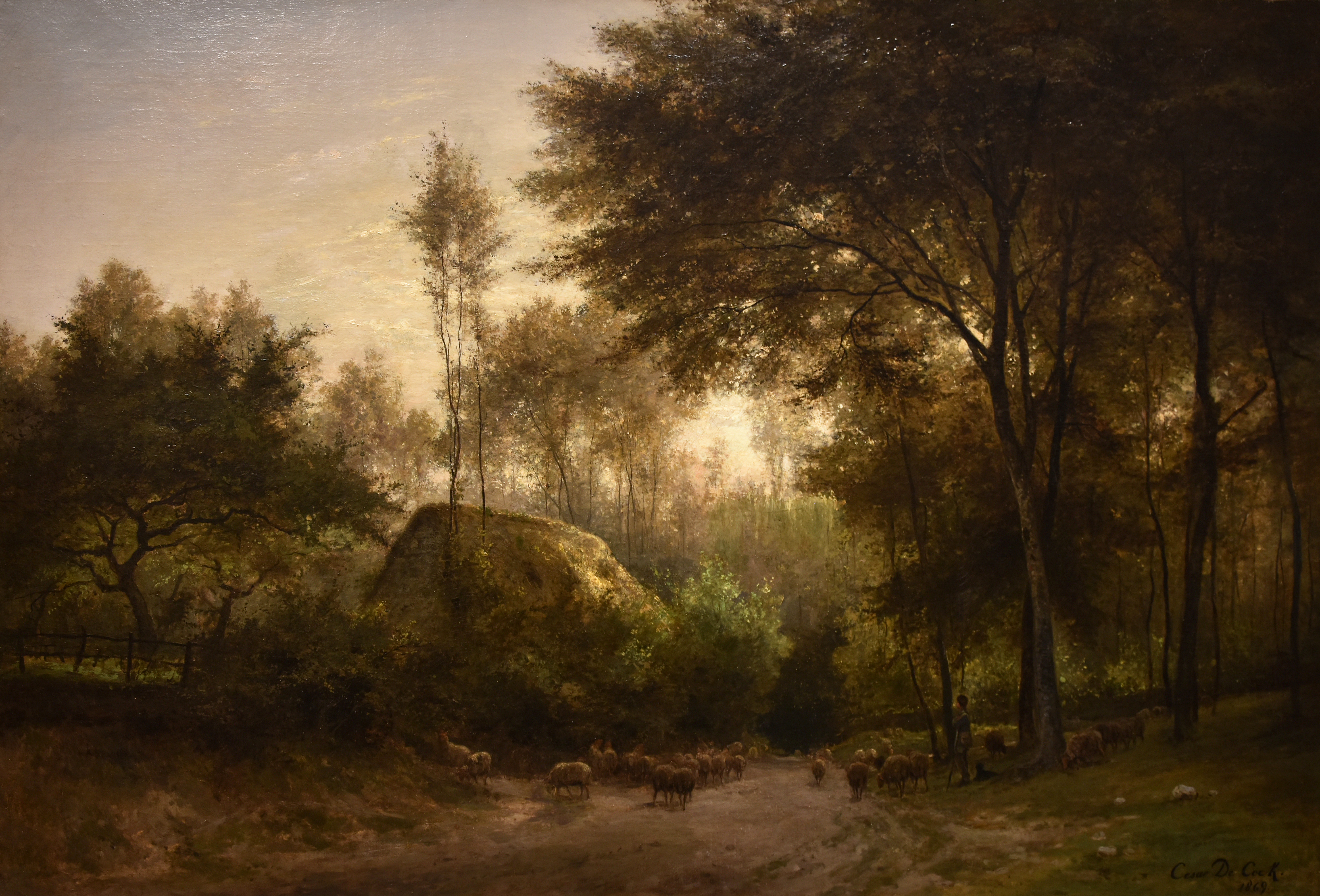
Schaapsherder bij de boshoeve (1869)
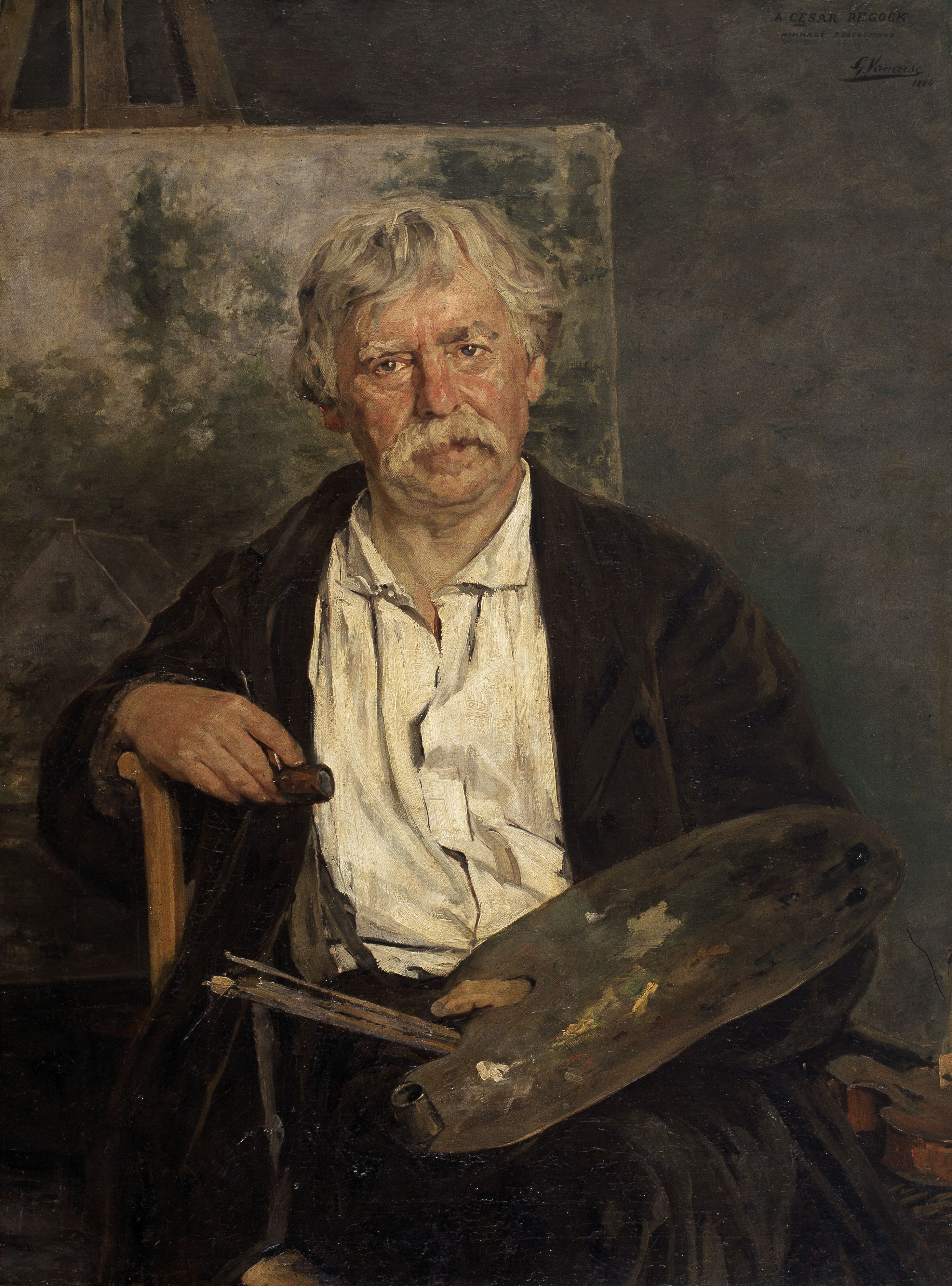
Zijn portret door Gustave Vanaise
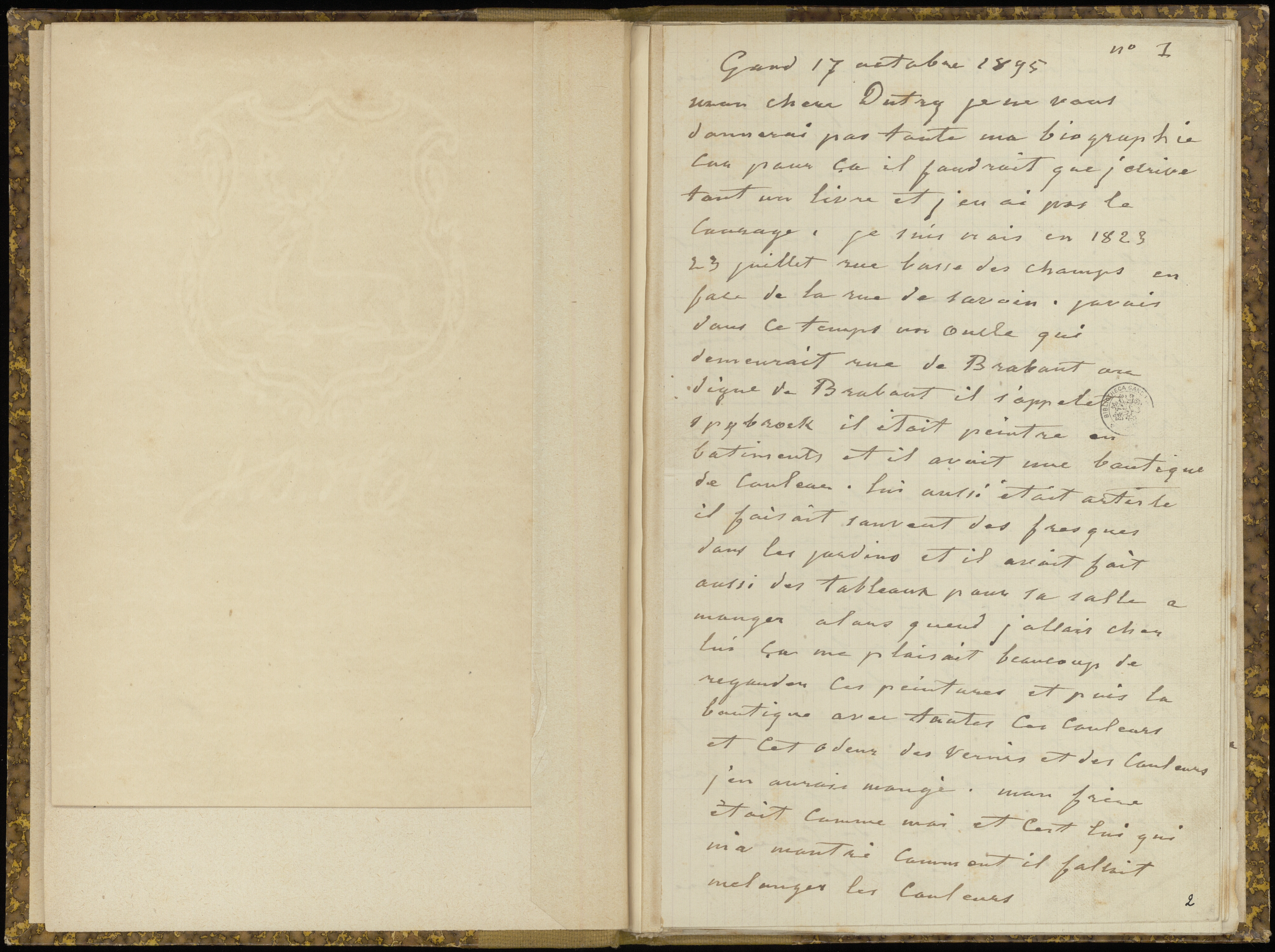
Autobiografie César De Cock - Universiteitsbibliotheek Gent - Boekentoren

- Bibliothèque nationale de France: cb149717613 (data)
- Gemeinsame Normdatei: 130460400
- International Standard Name Identifier: 0000 0000 6660 0114
- KulturNav: c54b83dd-d200-4f38-863c-7215b5ade72e
- Library of Congress Control Number: n95114978
- Nederlandse Thesaurus van Auteursnamen: 270255400
- RKD-Nederlands Instituut voor Kunstgeschiedenis: 20513
- Union List of Artist Names: 500013324
- Virtual International Authority File: 5202944
- WorldCat: E39PBJgCGxvfrjbyhJgkCjXTpP